# Ooldea
Ooldea is een verlaten plaats in Zuid-Australië.
De plaats is naar een belangrijke ontmoetingsplaats en waterbron van de Aborigines vernoemd. In het begin van de 19e eeuw werd er een nevenspoor ((en) 'siding') van de Trans-Australian Railway aangelegd waarbij een nederzetting ontstond. De waterbron werd van de Aborigines afgenomen en na twintig jaar extensief gebruik en schade raakte ze opgedroogd. Daisy Bates leefde zestien jaar in Ooldea. Van 1933 tot 1952 was er een missie gevestigd. In de jaren 1950 werd Ooldea vanwege kernproeven in het nabijgelegen Maralinga ontruimd. Sinds 1991 zijn de Aborigines weer de wettelijke bewaarders ((en) 'custodians') van de plaats. De waterbron bevat terug water.

## Geschiedenis

### De oorspronkelijke bevolking
In de centrale woestijnen op het Australische continent leefden reeds dertig tot veertigduizend jaar Aborigines. Er liggen vermoedelijk miljoenen stenen artefacten onder het zand.
De naam Ooldea is afgeleid van 'Yuldi Kapi' (groot water), de naam van de Aborigines voor een waterbron, de 'Ooldea Soak'. De waterbron was een zeer belangrijke plaats voor de Aborigines. Het was de enige plaats waar permanent water te vinden was in een gebied van honderden vierkante kilometers, in het oostelijke deel van de Grote Victoriawoestijn. Het was een plaats van samenkomst voor (initiatie)ceremonies, het vinden van huwelijkspartners en voor de handel (oker en zeeschelpen) tussen verschillende groepen Aborigines.
De groepen kwamen van ver: vanuit het zuid- en noordwesten (de omgeving van het latere Perth en Broome), en vanuit de woestijnen in het centrum van Australië. Lange langs waterbronnen lopende wandelpaden uit alle richtingen kwamen rondom 'Yuldi Kapi' samen. Door middel van rooksignalen verwittigden de Aborigines elkaar dat ze er aan kwamen, alleen, met vrouw en kinderen of in groep.

### De 'Trans-Australian Railway'
In 1868 bereikten twee kolonisten met hun Aboriginesgids de 'Ooldea Soak'. Ze vertelden de regionale politieman over de permanente aanwezigheid van voldoende water. De politieman vertelde Ernest Giles over de aanwezigheid ervan. Giles deed de waterbron in 1875 aan en maakte het bestaan ervan wereldkundig.
In 1901 besliste de overheid de Trans-Australian Railway aan te leggen. In 1912 werd begonnen met de aanleg vanuit Port Augusta en een jaar later vanuit Kalgoorlie. De aanleg duurde vijf jaar. Beide spoorwegvakken bereikten elkaar 5 kilometer ten westen van Ooldea. Van 1914 tot 1918 heerste er grote droogte in een groot deel van Australië. De ploegen spoorwegarbeiders arriveerden er gelijktijdig met de vele groepen Aborigines die naar de enige permanente waterbron in de zeer wijde omgeving kwamen afgezakt, de 'Ooldea Soak'. Voor de meeste Aborigines was dit het eerste contact met de kolonisten. In 1917 werd de spoorweg in dienst genomen. De nederzetting die er ontstond werd bevoorraad door de 'Tea and Sugar Train' die tot 1996 zou rijden.

### Daisy Bates
Van 1919 tot 1934 leefde Daisy Bates in Ooldea, in een tent ongeveer anderhalve kilometer ten noorden van het nevenspoor en de nederzetting, nabij een kraan in de waterleiding die van de 'Ooldea Soak' naar de 'Ooldea Siding' liep. Ze bestudeerde er de Aborigines en hun cultuur, verzamelde ceremonies, woordenschatten, liederen, artefacten en heilige voorwerpen voor bewaring. Ze geloofde dat de Aborigines en hun cultuur door contact met de westerse beschaving op een generatie tijd zouden verdwijnen. Bates wilde de Aborigines voor de decadente westerse invloeden beschermen. Ze had een hekel aan halfbloedkinderen en verspreidde de idee dat de Aborigines kannibalen waren. Ze zag zichzelf als de verzorgster van de Aborigines tijdens hun heengaan. Ze was tegen het opnemen van Aborigines in ziekenhuizen omdat ze vond dat ze door de ziekenhuisomgeving nog harder lijden. Bates werd door de volbloed Aborigines 'kabbarli' (grootmoeder) genoemd maar door de halfbloedkinderen kwaadaardige heks. Ze vertrok uit Ooldea vanwege ziekte, geldgebrek en de door Annie Locke opgerichte 'Ooldea Missie'.
Van 1933 tot 1952 beheerde de 'United Aborigines Mission' er de 'Ooldea Missie'. Daarna werden de Aborigines van de missie overgebracht van Ooldea, waar de bodem uit rood zand bestaat, naar het zuidelijker gelegen Yalata, waar de bodem grijs is. Voor de Aborigines deed dit doods aan en ze vonden het verschrikkelijk.
Norman Tindale bezocht Ooldea in november 1934 en in april 1951. Hij beschreef er een initiatieceremonie, nam er enkele liederen op, maakte een kaart van de waterbronnen van de Aborigines, hield een primitieve volkstelling onder de Aborigines en verzamelde woordenschatten en heilige voorwerpen voor het South Australian Museum.

### Britse kernproeven
In de jaren 1950 werd Ooldea ontruimd omdat 54 kilometer ten noordwesten ervan, in Maralinga, Britse kernproeven plaatsvonden. Er werden zeven zware atoombommen tot ontploffing gebracht en tal van kleinere experimenten uitgevoerd. Veel Aborigines in de wijde omtrek werden niet op tijd bereikt en leefden nog in het gebied. Op de testsite werkten 3.000 Britse soldaten en wetenschappers. Ook de Britse soldaten werden in het ongewisse gelaten. Veel Aborigines en Britse soldaten stierven aan kanker maar een direct verband tussen de straling afkomstig van de proeven en kanker werd nooit bewezen. De Waralinga Aborigines kregen later wel 13 miljoen dollar schadevergoeding toegewezen.
Dichteres Ali Cobby Eckermann was de laatste inwoonster van Ooldea.

### Teruggave
In 1984 werd een wet gestemd om het gebied en de waterbron terug in handen van de Aborigines te geven. De overdracht vond plaats in 1991.

## Beschrijving
Ooldea maakt deel uit van het lokale bestuursgebied (LGA) 'Pastoral Unincorporated Area'. De plaats is verlaten en staat onder hoede van de Aborigines. Ze blijven er weg en laten de plaats rusten en herstellen. 'Ooldea Soak' bevat weer water.

### Klimaat
De streek kent een warm woestijnklimaat, BWh volgens de klimaatclassificatie van Köppen. De gemiddelde jaarlijkse temperatuur bedraagt er 19,6 °C en de gemiddelde jaarlijkse neerslag ongeveer 190 mm. De temperaturen kunnen er binnen een etmaal soms 50 graden variëren.

### Ligging
Ooldea ligt net ten noorden van de Nullarborvlakte, 1.800 kilometer ten oosten van de West-Australische hoofdstad Perth, 1.120 kilometer ten noordwesten van de Zuid-Australische hoofdstad Adelaide en 814 kilometer ten westnoordwesten van Port Augusta. De Eyre Highway loopt 140 kilometer ten zuiden van  door Annie Locke door Annie LockeOoldea.
Er ligt een startbaan nabij Ooldea: 'Ooldea Airport' (ICAO: YODA).

## Galerij

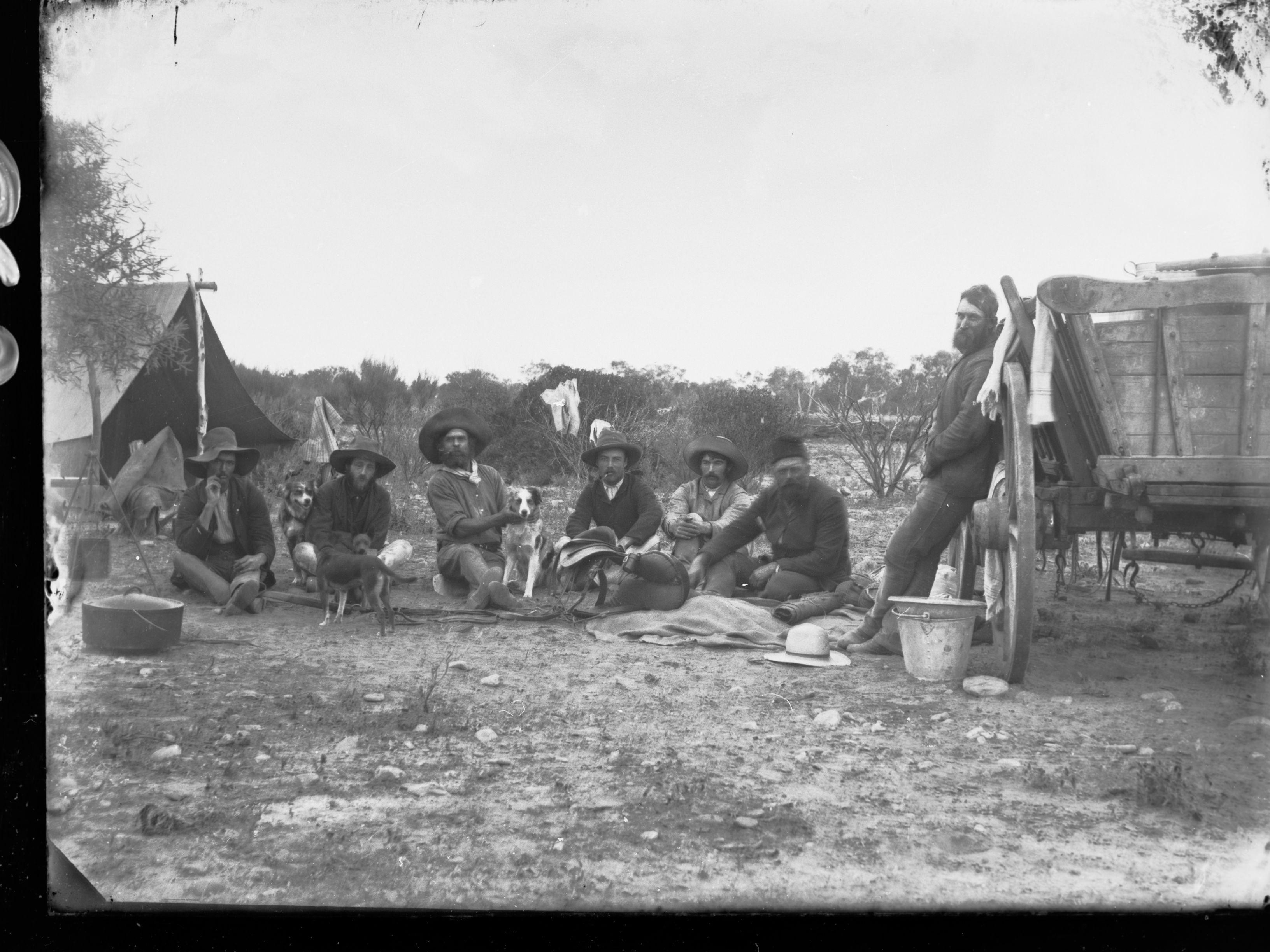
verkennerskamp in 1905
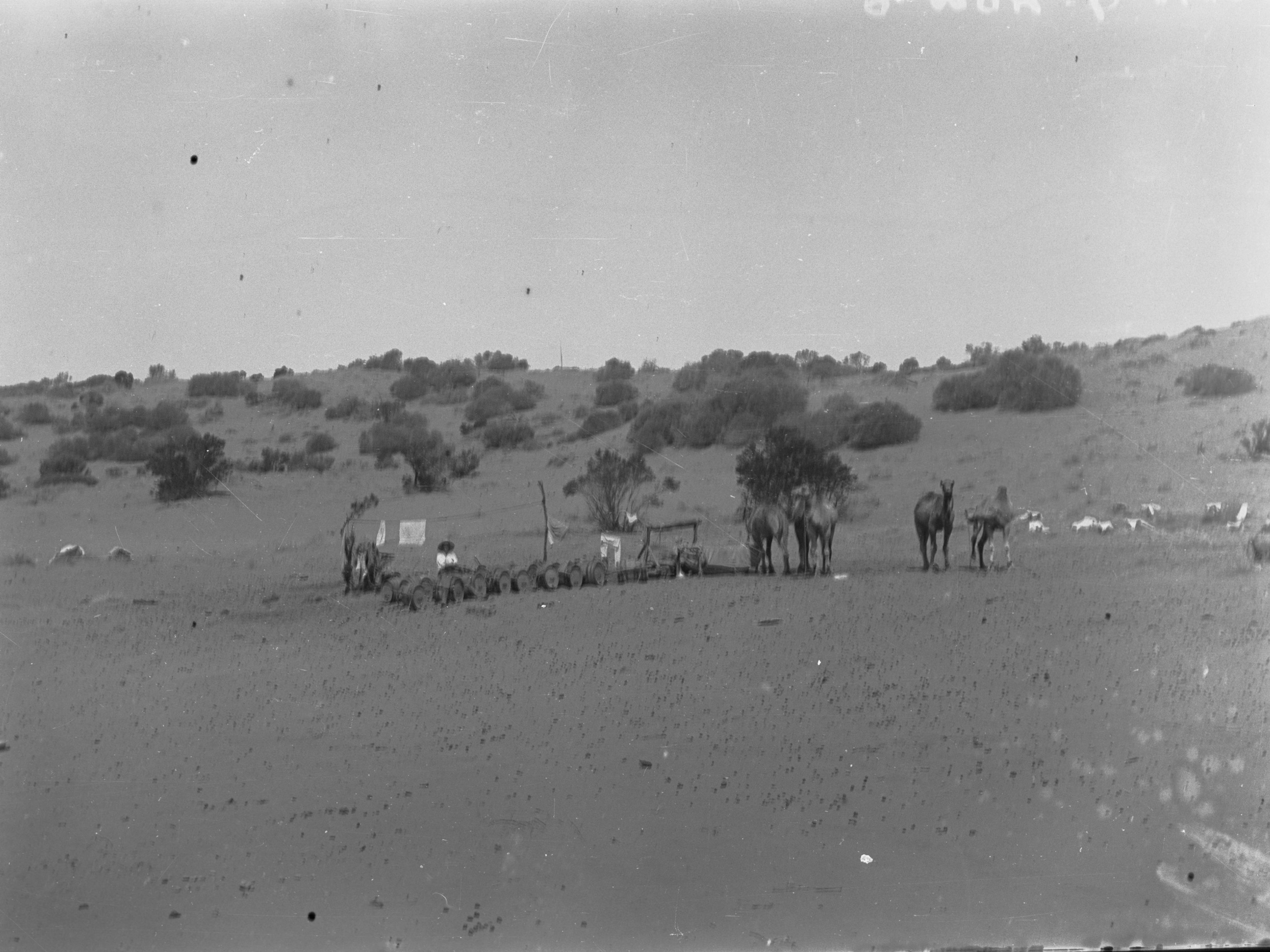
waterput Ooldea rond 1907
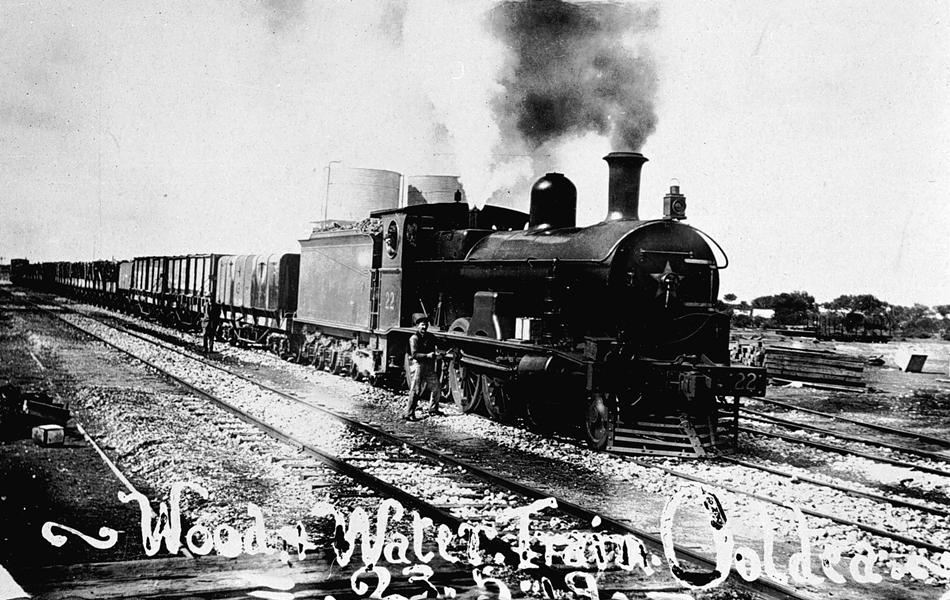
'Wood-Water Train' in 1919
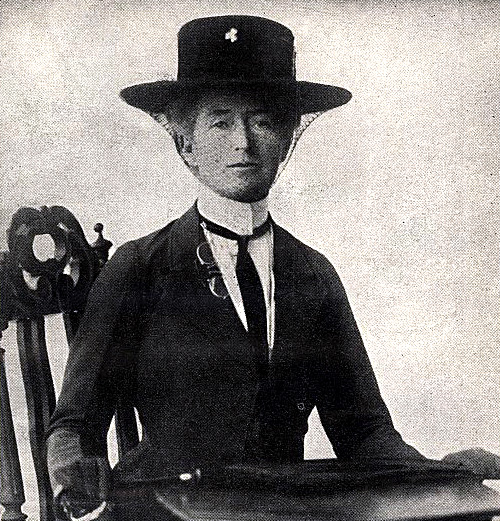
Daisy Bates in 1921
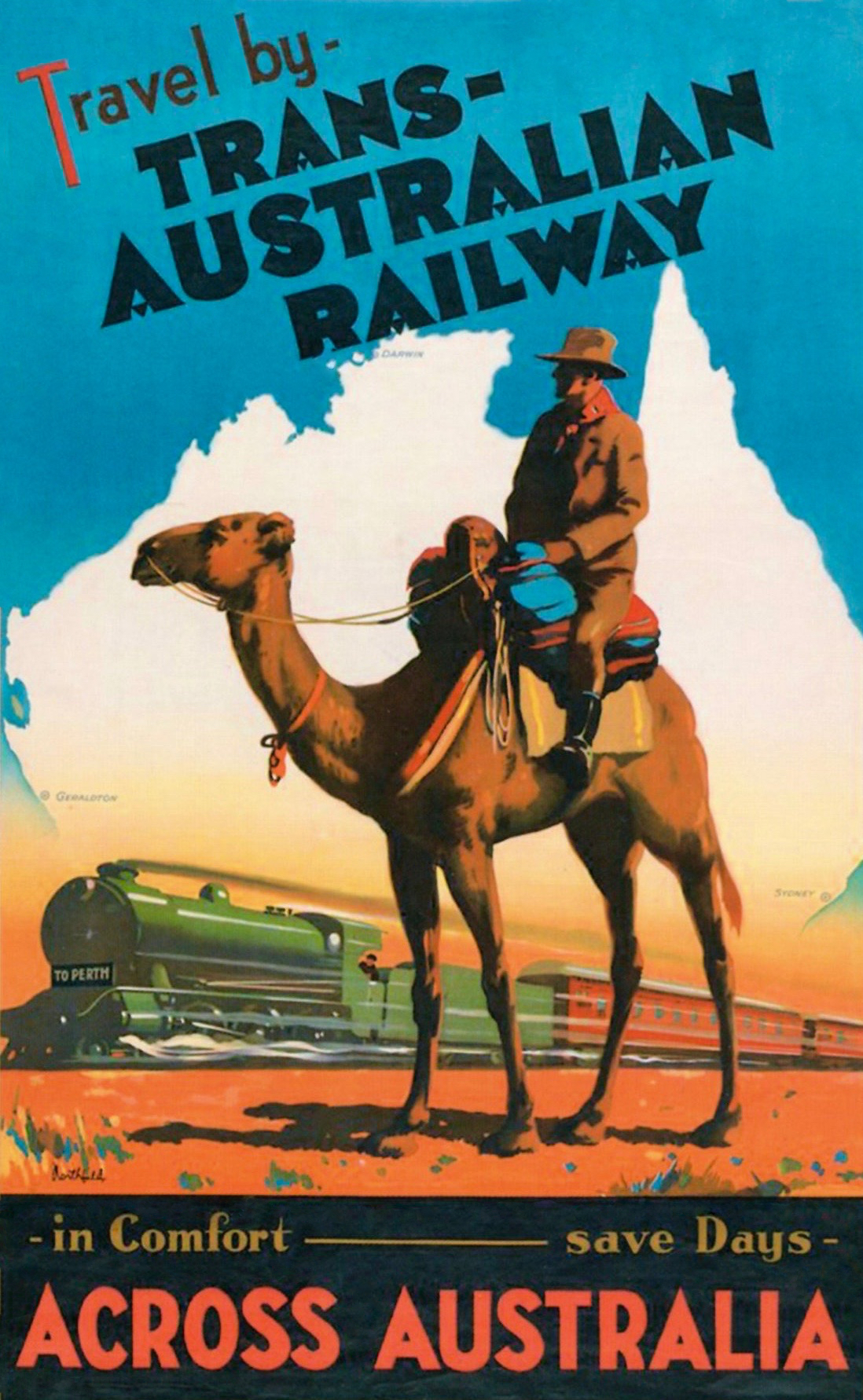
poster 'Trans-Australian Railway' circa 1940

## Links
- (en) Outback Communities Authority
- (en) The Sands of Ooldea Podcasts